# آلدن ارنرایک
آلدن کلب ارنرایک (انگلیسی: Alden Caleb Ehrenreich؛ زادهٔ ۲۲ نوامبر ۱۹۸۹) بازیگر آمریکایی است. او حرفه‌اش را با حضور در فیلم تترو (۲۰۰۹) و تویکست (۲۰۱۱) ساختهٔ فرانسیس فورد کوپولا آغاز کرد. پس از نقش‌های مکمل در فیلم‌های یاسمن پژمرده و استوکر در سال ۲۰۱۳، او در فیلم کمدی درود بر سزار! (۲۰۱۶) ایفای نقش کرد که به خاطر آن مورد تحسین قرار گرفت. او در ادامه نقش هان سولو را در وسترن فضایی سولو: داستانی از جنگ ستارگان (۲۰۱۸) ایفا کرد.